# El Nadal d'en Casper
El Nadal d'en Casper (Casper's Haunted Christmas) és una pel·lícula estatunidenca d'animació dirigida per Owen Hurley, estrenada l'any 2000 directament en vídeo. Ha estat doblada al català.

## Argument
Kibosh, el més aterridor dels fantasmes, decreta que, segons les lleis dels fantasmes, Casper obligatòriament ha d'espantar una persona abans la festa de Nadal. Per això, Kibosh envia Casper i els seus oncles, Bouffi, Crado i Teigneux, a una petita ciutat perquè compleixen la seva malifeta.

## Repartiment

### Veus originals
- Brendon Ryan Barrett: Casper
- Kathleen Barr: Noëlla Beausapin
- Graeme Kingston: Bouffi
- Terry Klassen: Crado
- Scott McNeil: Teigneux / Guy Beausapin
- Tegan Moss: Estimada Beausapin
- Colin Murdock: Kinosh
- Lee Tockar: Grognon
- Sam Vincent: Spooky
- Tabitha St. Germain: Bulle